# ارث (فیلم ۲۰۰۱)
ارث (اسپانیایی: Herencia‎) یک فیلم درام محصول آرژانتینی به کارگردانی Paula Hernández است که در سال ۲۰۰۱ منتشر شد.